# 凌柱
凌柱（リンジュ、康熙4年8月21日（1665年9月29日） – 乾隆12年1月26日（1747年3月6日））は、清の役人・外戚であり、鈕祜禄（ニオフル）氏の出身。もとは満洲鑲白旗に属していたが、のちに満洲鑲黄旗へと移された。彼は乾隆帝の生母・孝聖憲皇后の父である。

## 生涯
凌柱の祖父は額宜騰、父は呉禄で、いずれも宝坻に駐屯していた旗人兵士（旗丁）だった。凌柱は呉祿の次男として康熙4年8月21日（1665年9月29日）の子の刻（深夜0時ごろ）に生まれ、地元宝坻の漢人女性・彭氏を妻に迎えた。
雍正帝が即位する前、「和碩雍親王」に封ぜられた時、その旗は鑲白旗に属していた。凌柱は満洲鑲白旗の佐領配下の者として、王府において四品典儀を務めていた。
彼の娘（のちの孝聖憲皇后）は康熙43年（1704年）に雍親王の王府に入嫁し、康熙50年（1711年）に弘暦（のちの乾隆帝）を出産した。
乾隆帝の即位後、雍正13年（1735年）11月13日に、凌柱は一等承恩公に封じられ、世襲可能の爵位を与えられた。また、妻の彭氏も公妻一品夫人に封じられた。乾隆元年（1736年）11月12日には、凌柱に対して紫禁城内での騎馬の特権が与えられた。
乾隆12年1月26日（1747年3月6日）、凌柱は死去。同年3月4日には朝廷より「故内大臣品級・承恩公凌柱」に対して、例に従って祭礼・葬儀を行うことが命じられ、諡号「良榮」が贈られた。

## 家族
- 妻：彭氏 - 康熙11年3月28日（1672年4月25日）の子の刻に生まれ、乾隆17年2月13日（1752年3月28日）の寅の刻（午前4時ごろ）に死去。宝坻県の生員彭武の娘で、一等承恩公の妻・一品夫人に封ぜられた。
  - 長男：伊通阿 - 康熙38年（1699年）生まれ。雍正年間は護軍校を務め、乾隆初年には散秩大臣（無任所の高官）となる。乾隆12年12月17日に一等承恩公の爵位を継承。
  - 次男：伊松阿 - 康熙40年（1701年）生まれ。康熙年間に官学生となり、雍正年間には護軍校、乾隆初年には侍衛什長に任命。乾隆18年12月に一等承恩公を継承。
  - 三男：伊三泰 - 康熙46年（1707年）生まれ。乾隆初年には藍翎侍衛に就任。
  - 四男：伊申泰 - 康熙53年（1714年）生まれ。乾隆初年には藍翎侍衛に就任。
  - 長女：孝聖憲皇后 - 乾隆帝の母。
  - 次女 - 漢軍正藍旗の生員鄭廷輔に嫁ぐ。
  - 三女 - 満洲鑲白旗の刑部筆帖式馬金泰に嫁ぐ。

## 参考資料
- 『清史稿』
- 『清実録』